# Тасшалкар
Тасшалкар (каз. Тасшалқар, до 2018 г. — Невское) — село в Енбекшильдерском районе Акмолинской области Казахстана. Входит в состав сельского округа Донской. Код КАТО — 114535500.

## География
Село расположено в северо-западной части района, на расстоянии примерно 21 километров (по прямой) к северу от административного центра района — города Степняк, в 13 километрах к югу от административного центра сельского округа — аула Андыкожа батыра.
Абсолютная высота — 294 метров над уровнем моря.
Климат холодно-умеренный, с хорошей влажностью. Среднегодовая температура воздуха положительная и составляет около +3,0°С. Среднемесячная температура воздуха в июле достигает +19,0°С. Среднемесячная температура января составляет около -15,1°С. Среднегодовое количество осадков составляет около 450 мм. Основная часть осадков выпадает в период с июня по август.
Ближайшие населённые пункты: село Мадениет — на западе, аул Андыкожа батыра — на севере.

## Население
В 1989 году население села составляло 1033 человека (из них казахи — 42 %, русские — 24 %).
В 1999 году население села составляло 625 человек (306 мужчин и 319 женщин). По данным переписи 2009 года, в селе проживало 512 человек (266 мужчин и 246 женщин).
| Численность населения | Численность населения | Численность населения |
| 1989                  | 1999                  | 2009                  |
| --------------------- | --------------------- | --------------------- |
| 1033                  | ↘625                  | ↘512                  |

## Улицы[7]
- ул. Ленина
- ул. Ленинградская
- ул. Майская
- ул. Первомайская
- ул. Садовая
- ул. Советская
- ул. Строительная
- ул. Целинная
- ул. Школьная